# ناثان والر
ناثان والر (19 نوفمبر 1991 بهراري في زيمبابوي - ) (بالإنجليزية: Nathan Waller)‏ هو لاعب كريكت زيمبابوي.